# Ришар из Пуату

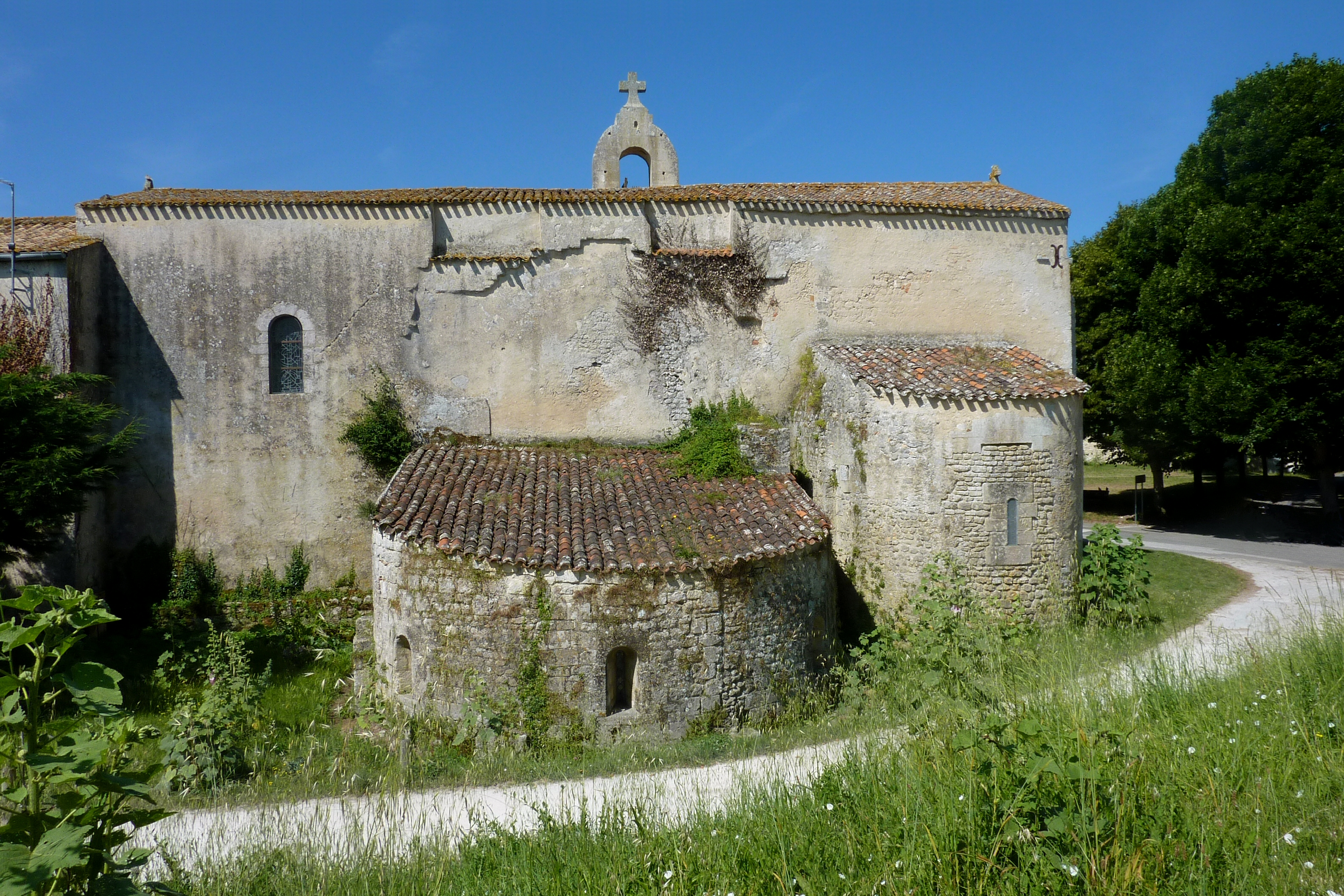
Церковь Сен-Мартен на острове Иль-д’Экс, XI в. Северный фасад

Ришар из Пуату, или Ришар Пуатевинец, он же Ришар Клюнийский (фр. Richard le Poitevin, или Richard de Cluny, лат. Richardus Cluniacensis seu Pictaviensis; около 1110 — около 1173 или 1174) — французский хронист и поэт, монах-бенедиктинец из клюнийского аббатства в Иль-д’Экс (Пуату), автор латинской «Хроники» (лат. Chronica Richardi Pictauiensis) и др. исторических сочинений и поэм.

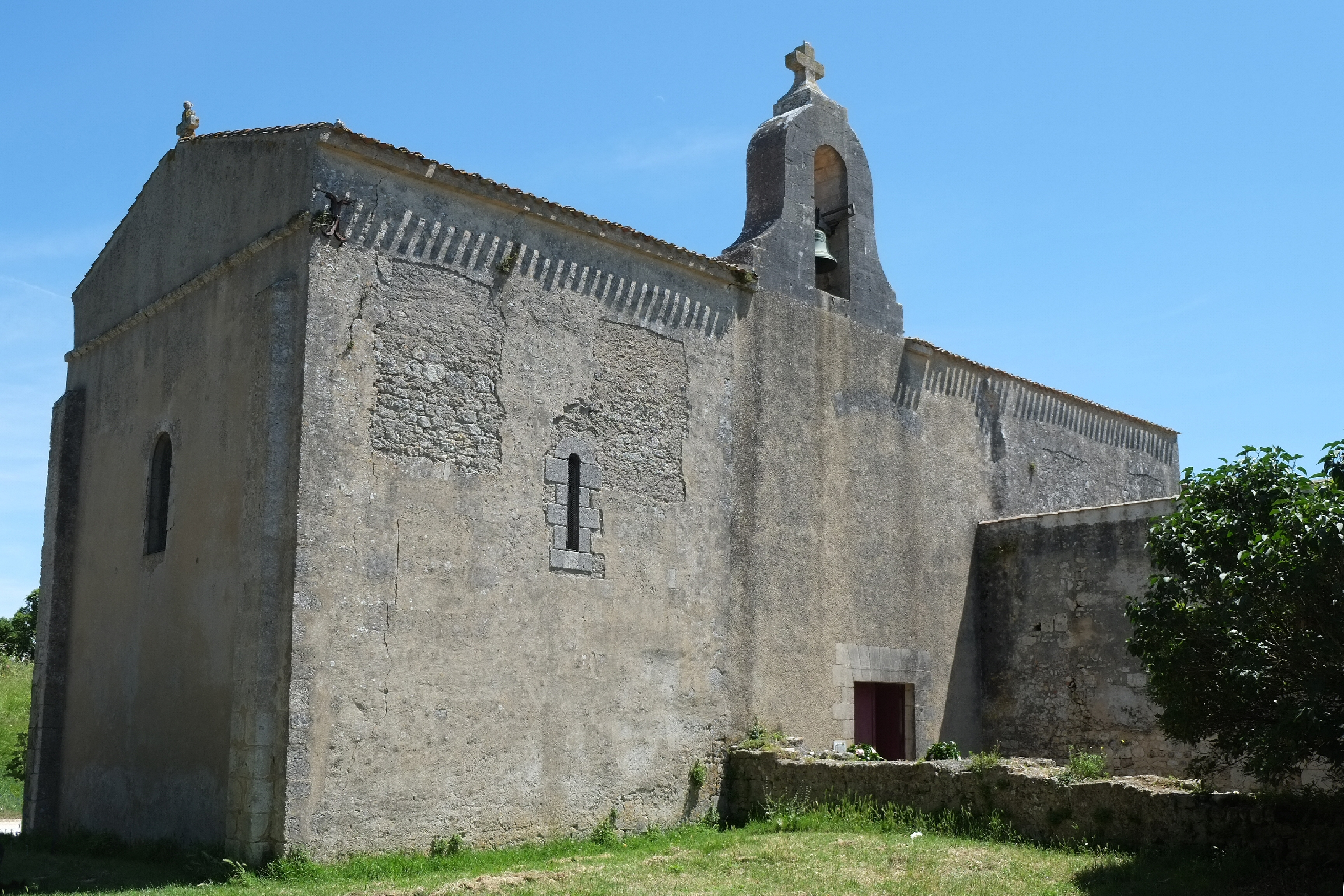
Церковь Сен-Мартен на острове Иль-д’Экс. Южный фасад

Его следует отличать от его английского современника Ричарда из Илчестера, служившего архидиаконом собора в Пуатье, а также от короля Ричарда I Львиное Сердце, которого некоторые современные ему летописцы называли «Ричардом из Пуату», вслед за его матерью Алиенорой Аквитанской, звавшей его «своим пуатевинцем». Тем более что расхожее написание имени хрониста, из-за отсутствия каких-либо указаний на связи его со столицей провинции, довольно условно, и написание «Пуатевинец» выглядит более предпочтительным.

## Биография

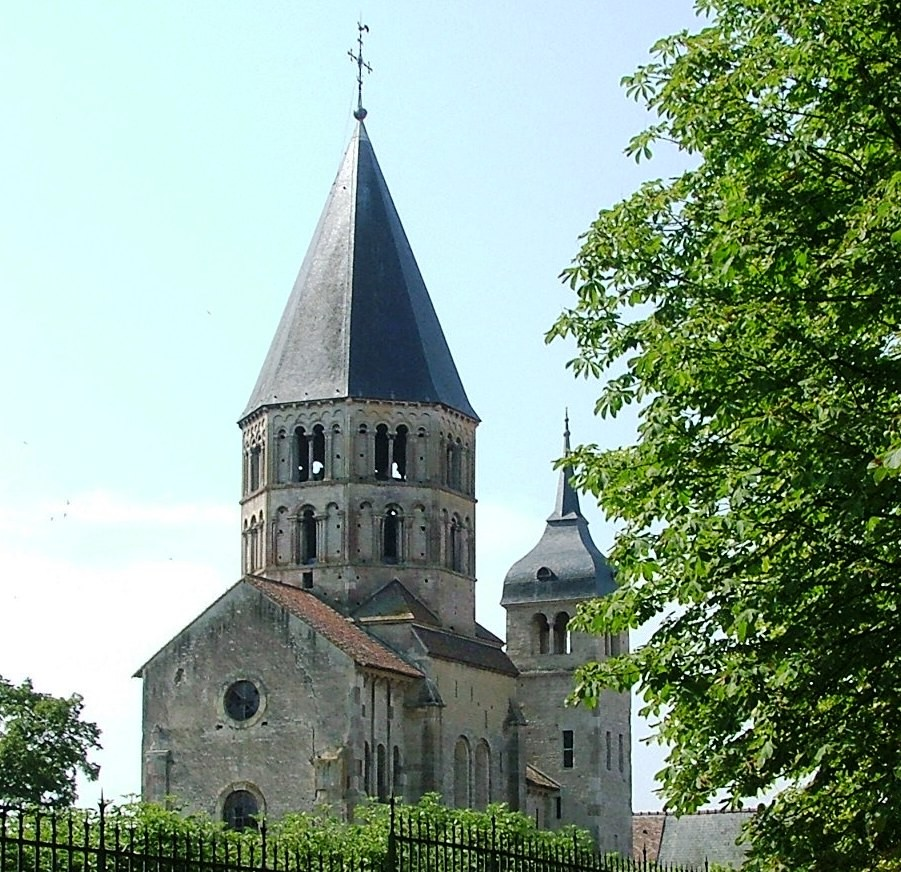
Южная башня базилики Клюнийского аббатства, XI—XIII вв.

О его жизни мало что известно, кроме нескольких отрывочных упоминаний и намёков, содержащихся в его хронике и стихах. Имя «Ришар Пуатевинский» указывает на возможное происхождение из Пуату, но то, что он называет себя «клюнийским монахом» (лат. monachus cluniacensis), можно понимать двояко: или он подвизался в самом аббатстве Клюни в Бургундии, или в одной из обителей общеевропейской конгрегации клюнийских монастырей (лат. Ecclesia Cluniacensis). Во всяком случае, какими-либо независимыми источниками о его жизни или происхождении учёные не располагают.
В 1879 году французский историк-архивист Эли Бержер на основе указания в одной из рукописей хроники Ришара пришел к выводу, что в юности он принял постриг в клюнийском монастыре Иль-д’Экс в Пуату. Однако в начале XX века разыскания немецкой исследовательницы Ингеборг Шнак, напротив, позволили утверждать, что трудился он в скриптории материнского аббатства Клюни близ Макона, что, впрочем, кардинально не противоречит гипотезе Бержера. Издатель поэзии Ришара Брайан Скотт, опираясь на выводы английского антиквария эпохи Тюдоров Джона Бейла, пришёл к выводу, что хронист происходил из исторической области Они.
Анализ поэзии Ришара, включающей, в частности, оду городу Лондону и содержащей жалобы на морскую болезнь, показывает также, что между 1143 и 1154 годами он побывал в Англии, где, возможно, общался с Генрихом Блуаским, активным участником клюнийского движения, ставшим в 1126 году аббатом Гластонбери, а в 1129-м епископом Уинчестерским.
Из посвящения Ришаром своей хроники девятому аббату Клюни Петру Достопочтенному, видно, что он работал над ней уже в 1156 году, в год смерти этого настоятеля. Однако последние годы жизни, а также место и время смерти самого летописца являются предметом дискуссий. Можно лишь предположить, что он был жив ещё в 1173 году, которым закончил свой каталог римских пап. В документах его обители и других клюнийских монастырей упоминаются несколько монахов по имени Ришар, один из которых был жив ещё в 1188 году, но никаких оснований для отождествления его с хронистом на сегодняшний день не имеется.

## Сочинения

### Хроника
Его главный исторический труд носит название «Хроники Ришара из Пуатье, клюнийского монаха, составленной на основе разнообразных источников» (лат. Chronica Richardi Pictauiensis, monachus cluniacensis de diuersis libris collecta), что само по себе уже указывает на её компилятивный характер. В предисловии автор сам даёт подробный перечень авторов, на труды которых опирался: Тит Ливий, Иосиф Флавий, Гай Светоний Транквилл, Луций Анней Флор, Егесипп, Марк Юниан Юстин, Флавий Евтропий, Иероним Стридонский, Павел Орозий, Аврелий Августин, Гильда Премудрый, Григорий Турский, Исидор Севильский, Беда Достопочтенный, Павел Диакон, Теодульф, Фрекульф, Адон Виеннский, Анастасий Библиотекарь, Эмуан из Флёри и др.
Однако, невзирая на подобную открытость Ришара, анализ его сочинения показывает, что, к примеру, сведения Светония или Эмуана он черпает только из вторых рук, многие же из остальных своих источников, вроде фантастического «Романа об Александре», содержащего вымышленное письмо полководца к Аристотелю, он цитирует лишь изредка или просто упоминает. В то же время, ряд сведений заимствован им из трудов неупомянутых авторов, например, «Естественной истории» Плиния Старшего или «Собрания достопамятностей» Гая Юлия Солина.
Это создаёт впечатление, что внушительный перечень вышеназванных имён приводился Ришаром главным образом с целью придания значимости собственному сочинению, создававшемуся в нетрадиционном для клюнийцев жанре «универсальных», или всемирных хроник. Вместе с тем, в дополнение к источникам, цитируемым явно, он явно опирается на труды некоторых неупомянутых им современников, включая «Деяния франков» Раймунда Ажильского (1105) и «Иерусалимскую историю» Фульхерия Шартрского (1127), откуда берёт сведения о крестовых походах, а также «Историю королей Британии» Гальфрида Монмутского (1136), где черпает сведения о легендарном Артуре. Современные исследователи прослеживают в тексте его хроники следы использования трудов не менее 42 известных им авторов.
Хроника Ришара дошла до нас в трёх редакциях, первая из которых обозревает события с сотворения мира до 1153 года и представлена манускриптом второй пол. XII века из собрания Кольбера Национальной библиотеки Франции (MS Latin 5014), вторая продолжает их до 1162 года и представлена рукописью XIII века из собрания королевы Кристины Ватиканской библиотеки (MS Ottoboni 481), и, наконец, третья доводит изложение до 1171 года и представлена датируемым XIII-м столетием манускриптом MS 4934 также из парижского собрания. Видимо, после смерти автора хроника дополнена была анонимным продолжателем до 1174 года, а в следующем столетии доведена была сначала до 1250-го, а затем до 1284 года.
Разнообразие использованных в хронике материалов придаёт ей экзотический вид, ничем не напоминающий привычное летописное сочинение. Очевидно, что, будучи довольно начинанным для своего времени человеком, пользовавшимся обширными собраниями клюнийских библиотек, Ришар не имел ещё понятия об исторической критике и не пытался составить целостную картину эпохи, тем более отличить истинное от ложного. Вместо этого он лишь механически сопоставлял рассказы разных авторов об одном и том же событии или персонаже, даже если они друг другу противоречили. К примеру, он указывает различные периоды правления императоров или королей, в зависимости от того, предпочтёт ли читатель данные Флавия, Юстина, Иеронима или Орозия. Значительное место уделяется в хронике разным пророчествам, извлечённым из Священного писания или «Жизни Мерлина» Гальфрида Монмутского, причём почти всегда указывается, когда и каким образом они сбылись. Подобный интерес был характерен для собратьев-клюнийцев Ришара, стремившихся проследить в последовательности исторических событий нити божественного замысла, как это выражено, к примеру, в хронике Рауля Глабера (ум. 1047), использованной им в качестве образца.
В предисловии Ришар заявляет своей целью описать всю историю человечества от Адама и Евы в Эдемском саду до его собственного времени. «Поэтому, — пишет он, — мне приятно сообщить потомкам пускай и не всё, но то немногое, что смог я узнать о событиях, предшествовавших нашим временам, о том, что происходило тогда в разных частях света. Всё это хотя зачастую и было несопоставимым, следовало, тем не менее, божественному замыслу». Своей непосредственной задачей он видит не анализ причин или оценку фактов, а лишь тщательную фиксацию «знамений или бедствий, солнечных или лунных затмений, а также некоторых выдающихся людей, прославивших то или иное правление». Сосредоточившись на делах в христианских странах с упором на Францию, он сообщает немало сведений по истории классической античности и Древнего Востока, стараясь иллюстрировать ими в рамках клюнийской традиции библейские тексты. Предметом его интереса является деятельность не только ветхозаветных царей, ассирийских владык и римских понтификов, но и мифического трояца Энея и его легендарного потомка Брута, а также Ромула и Рема, Кира Персидского, Александра Македонского, Юлия Цезаря, императора Константина I, короля Артура, пророка Мухаммеда, Карла Мартелла и Карла Великого.
Ранние разделы хроники, основанные, главным образом, на трудах Исидора Севильского и Адона Виеннского, представляют меньшую историческую ценность, чем более поздние, подробнее касающиеся событий во Франции, с явным интересом к Пуату и англонормандской монархии. Заключительные разделы содержат немало интересных свидетельств, под 1096 годом, к примеру, сообщается не только о подготовке Первого крестового похода, но и о еврейском погроме, учинённом в Руане его участниками: «Прежде чем добраться до этих мест, крестоносцы не раз устраивали массовые избиения иудеев, во время которых уничтожили почти всё еврейское население Галлии, за исключением тех, кто согласился принять христианство. При этом они заявляли, что было бы несправедливо оставить в живых врагов Христа на родине, если уж они взялись за оружие, чтобы изгнать неверных из Святой земли». А под 1142-м рассказывается о поэте Гугоне Примасе Орлеанском (1095—1160), причём тоном, характерным скорее не для хроник, а для традиционных жизнеписаний трубадуров, выдавая явное знакомство автора с не дошедшими до нас произведениями последнего.
Ришар из Пуату стал одним из первых французских летописцев нового поколения, создавших универсальную хронику. Во франкоязычных регионах жанр этот угас уже после каролингских историописателей вроде Фрекульфа и Адона Вьеннского, в XII-м же столетии интерес к сочинениям подобного рода отвергнут был трактатом Гуго Сен-Викторского «De tribus maximis excstantiis gestorum», на который Ришар ссылается в своём предисловии, где об истории говорится как об инструменте, полезном для тренировки разума, а также как о подготовительном материале для других исследований. Вслед за Гуго, он называет историю «ребячеством», или «пустячками» (лат. puerilia), пригодными для наставления отроков, но не зрелых мужей.

### Проза
Около 1173 года Ришар составил также «Каталог пап» (лат. Catalogus Romanorum Pontificum), в изданиях, как правило, прилагающийся к его хронике, краткие статьи которого содержат информацию о происхождении, времени и продолжительности понтификата, а также отметивших его событиях, таких как совершенные чудеса, участие в соборах и пр. Позднейшими продолжателями текст его был дополнен до XIII века, и в расширенном виде включался в более поздние хроники. По мнению Ингеборги Шнак, этот каталог является необходимым источником для по истории связей клюнийского духовенства со Святым престолом и римской коллегией кардиналов.
Помимо жизнеописания римского папы Александра II (1061—1073), перу Ришара принадлежат также два кратких латинских сочинения о римской курии, «О семи епископах, являющихся викариями папы» и «О семи епископах и диаконах помогающих папе служить мессу», в которых описываются необходимые достоинства и перечисляются обязанности высших служителей Святого Престола.

### Поэзия
Антикварий XVI столетия Джон Бейл приписывал Ришару, в общей сложности, семь стихотворений, хотя современный издатель его поэзии Б. Скотт подвергает сомнению авторство хрониста в отношении некоторых из них.
В частности, Эли Бержер, помимо вышеназванных стихов об Англии, называл Ришара автором «Плача о разрушении замка Юлиус» (лат. A Lament upon the Destruction of Castle Julius), содержащего красочное описание осады некой твердыни, которую французский исследователь отождествлял с Шателайоном в провинции Они, в 1130 году действительно захваченным и отнятым герцогом Аквитании Гийомом X у своего могущественного вассала Изамбера Последнего, владевшего также островом Иль-д’Экс, после чего роль местной приморской крепости перешла к Ла-Рошели.

## Рукописи и издания
В средневековой Европе сочинения Ришара были широко известны. По количеству дошедших до нас рукописей, сохранившихся в библиотеках Франции, Англии, Испании, Италии и Германии, которых сегодня насчитывают 11, его хроника стоит рядом с «Деяниями Фридриха Барбароссы» Оттона Фрейзингенского и «Метрической хроникой» Роберта Глостерского. Помимо трёх вышеназванных пергаментных кодексов, использованных первыми издателями, известно не менее восьми рукописей XIII—XV веков из собраний Национальной библиотеки Франции (Париж), Ватиканской апостольской библиотеки, Швейцарской национальной библиотеки (Берн), муниципальной библиотеки Аугуста в Перудже и библиотеки университета Комплутенсе в Мадриде, не считая более поздних списков.
Ею пользовались в своих трудах такие летописцы, как Амори Ожье, Мартин Опавский, Уильям Реде, Бернар Ги и Варфоломей Луккский, а учёные-гуманисты XVI века Иоганн Тритемий, Конрад Геснер и Гергард Фосс упоминают её как источник, вполне заслуживающий доверия. В XVII столетии она ошибочно стала отождествляться с «Liber Exerptionum» Ришара Сент-Викторского, и лишь в XVIII веке, когда отрывки из неё были опубликованы, недоразумение это было ликвидировано. В 1729 году хроника была напечатана в Париже по вышеназванной рукописи Кольбера учёными монахами-бенедиктинцами из Конгрегации Святого Мавра Эдмоном Мартеном и Юрсеном Дюраном, включившим её в пятый том «Veterum scriptorum et monumentorum historicorum, dogmatiorum et moralium amplissima collectio», а в 1741 году была опубликована в Милане по Ватиканскому кодексу церковным историком Лудовико Антонио Муратори, поместившим её в 4-й том «Древностей средневековой Италии» (лат. Antiquitates Italiae Medii aevi). В обеих изданиях опущены были начальные разделы хроники, не представлявшие исторической ценности. В 1882 году отрывки из неё изданы были немецким историком Георгом Вайцем в Ганновере в XXVI томе «Исторических памятников Германии» (MGH, серия Scriptores).
Полное научное издание трудов Ришара до сих пор не осуществлено, но в настоящее время над ним работают исследователи его творчества: профессор Карлтонского университета (Оттава) историк-медиевист Марк Соретт и специалист из Доминиканского университета Огайо Мэтью Понесс.

## Публикации
- Chronicon Richardi Pictavensis monachi Cluniacensis, ab anno DCCLIV ad MCLIII // Veterum scriptorum et monumentorum historicorum, dogmaticorum, moralium, amplissima collectio. Prodiit nunc primum studio et opera Domni Edmundi Martene, et Domni Ursini Durand. — Tomus V. — Parisiis: apud Montalant, 1729. — coll. 1159–1174.
- Richardi Cluniacensis Monachi Chronicon ab Imperio Caroli Magni, sive ab anno Christi DCCC isque ad Annum MCLXII // Antiquitates Italiae Medii aevi. Auctore Ludovico -Antonio Muratorio. — Tomus IV. — Mediolani: Ex Typ. Societatis Palatinae, 1741. — coll. 1079–1114.
- Verse aus England // Neues Archiv der Gesellschaft fur altere deutsche Geschichtskunde, hrsg. von Wilhelm Wattenbach. — Band 1. — Hannover, 1876. — pp. 600–604.
- Ex Richardi Pictaviensis Chronica, hrsg. von Georg Waitz // Monumenta Germaniae Historica. — Tomus XXVI. — Hannover, 1882. — pp. 74–84. — (Scriptores).